# Liga Paulista de Futebol Americano
Associação Paulista de Futebol Americano e Flag (APFA) é uma associação e futebol americano formada por times do estado brasileiro de São Paulo.

## História
A história da APFA se confunde com a história do Caipira Bowl. No ano de 2010 a equipe Piracicaba Cane Cutters e as extintas equipes Barretos Carcarás, Lençóis Paulista Hawks, Avaré Mustangs e CAASO Warthogs juntaram forças para criar a primeira competição de flag football do interior do estado de São Paulo.
O idealizador do projeto, Marco Bucci, trouxera para o interior uma proposta diferente daquela que reinava na competição disputada na grande São Paulo organizada pela extinta LPFA. Ao invés de concentrar todos os jogos num mesmo local, tornando a disputa da competição inviável para qualquer equipe de fora da região metropolitana da capital paulista, a proposta do Caipira Bowl foi a de fazer rodadas-eventos itinerárias com o intuito de popularizar e desenvolver a prática da modalidade no interior do estado. Cada cidade representada por uma equipe recebeu uma rodada da competição com todas as equipes participantes jogando no mesmo dia.
A fórmula foi um sucesso. Apesar de um primeiro ano com poucas equipes, as rodadas atraíram um público além do esperado em todas as cidades, culminando numa final na cidade de Avaré disputada num estádio com presença de mais de 1000 pessoas e cobertura da televisão local.
O sucesso da organização atraiu o interesse de diversas equipes da capital que preteriram o Caipira Bowl à desorganização da competição da capital paulista, fazendo com que o número de equipes aumentasse na edição de 2011. Com a entrada das equipes da cidade de São Paulo, a organização da competição passou a se chamar Associação Pró-Futebol Americano e o Caipira Bowl passou a ser a conferência do interior do Campeonato Paulista de Flag.
Contrastando o modelo adotado em São Paulo onde as equipes apenas se preocupavam em jogar em locais não necessariamente perto de torcedores, o então Diretor Geral da associação, Marco Bucci, defendeu a prerrogativa de que as equipes deveriam ser as organizadoras da competição, e não uma federação. Desta forma, ao “forçar” as equipes a organizarem eventos em suas praças, a filosofia da APFA contribuiu diretamente para a popularização do esporte em todo o estado e na evolução qualitativa (e posteriormente quantitativa) das equipes.
Em 2012 a APFA abraçou todas as equipes do estado e a competição só cresceu desde então. Mais e mais equipes apareceram em função da popularização do esporte tanto pelo sucesso das transmissões da NFL nas emissoras de tv fechada, quanto pelo trabalho de levar o esporte à diferentes praças realizado pela APFA. Partidas em estádios pelo interior de São Paulo e públicos grandes para a modalidade passaram a ser corriqueiros. Desde então, a Associação Pró-Futebol Americano virou referência em organização de eventos de flag football e sua presença na imprensa passou a ser assunto cotidiano.
Nos anos seguintes, diversas equipes começaram a colher os frutos deste esforço coletivo, conseguindo apoio direto de suas respectivas prefeituras. O futebol americano em sua versão adaptada caiu no gosto da população e o Campeonato Paulista de Flag passou a ser um evento permanente na agenda esportiva do estado de São Paulo.
Possuem representantes na APFA as seguintes cidades:
Metropolis Bowl: São Paulo, Cruzeiro, Bauru, Guaratinguetá, Mogi das Cruzes, Diadema, Santo André, São Bernardo, São José dos Campo.
Caipira Bowl: Atibaia, Araras, Avaré, Barretos, São Carlos, Lençóis Paulistas, Piracicaba, Salto, Santa Bárbara d'Oeste, Sorocaba, Taubaté, Campinas, e Jundiaí.
Fruto do crescimento e interesse exponencial que o esporte apresenta nos últimos três anos, desde o campeonato de 2008, o torneio organizado pela APFA conta com a participação de equipes que representam as marcas Ponte Preta e Palmeiras, tradicionais clubes do futebol Paulista e Brasileiro.
A cada ano o Campeonato Paulista vem crescendo cada vez mais visto que o número de equipes só vem aumentando para edificar de forma positiva e disseminar o esporte no país.
No ano de 2014 o Campeonato Paulista de Flag contou com a participação de 20 equipes.
No ano de 2015 o Campeonato Paulista de Flag contou com a participação de 21 equipes.
No ano de 2016 o Campeonato Paulista de Flag contou com a participação de 31 equipes.
No ano de 2017 o Campeonato Paulista de Flag contou com a participação de 33 equipes.

No ano de 2018 o Campeonato Paulista de Flag contou com a participação recorde de 35 equipes que foram:
Conferência Caipira:
Agudos Diamonds
Americana Weavers
Avaré Scorpions Flag Football
Bauru Badgers
Bauru Warhawks
Ducks Football
Guarani Indians
Jahu Galo Strong
Lençóis Paulista Readers
Limeira Tomahawk
Mogi Guaçu Snake's River
Indaiatuba Alpacas
Piracicaba Cane Cutters
Ponte Preta Gorilas
Salto Dark Wolves
São Carlos Bulldogs
Unasp Roosters
Unicamp Eucalyptus

Conferência Metropolis:
Atibaia Super Chargers
Brasil Devilz
Brokenstones Football
Caniballs Football
Cronos Football
Guaratinguetá White Cranes
Jundiaí Cerberus
Karakas Strong Bears
Mackenzie Mohawks
Marginals Football
Palmeiras Locomotives
Politécnica Rats
São José Jets
São Paulo Tigers
Silver Knights Football
Taubaté Big Donkeys
UFABC Green Reapers

## Títulos

### Campeonato Paulista Flag Football 8 x 8 Masculino
Sampa Bowl 2018
Campeão: Avaré Scorpions 10
Vice Campeão: Brasil Devilz 07

Metropolis Bowl 2018
Campeão: Brasil Devilz 25
Vice Campeão: Atibaia Super Chargers 24

Caipira Bowl 2018
Campeão: Avaré Scorpions 06
Vice Campeão: Piracicaba Cane Cutters 00

Sampa Bowl 2017
Campeão: São Carlos Bulldogs 15
Vice Campeão: Cruzeiro Guardians 02

Metropolis Bowl 2017
Campeão: Cruzeiro Guardians 07
Vice Campeão: São Paulo Tigers 06

Caipira Bowl 2017
Campeão: São Carlos Bulldogs 03
Vice Campeão: Avaré Scorpions 00

Sampa Bowl 2016
Campeão: Cruzeiro Guardians 24
Vice Campeão: Avaré Scorpions 14

Metropolis Bowl 2016
Campeão: Cruzeiro Guardians 20
Vice Campeão: São Paulo Tigers 08

Caipira Bowl 2016
Campeão: Avaré Scorpions 12
Vice Campeão: Barretos Bulls 00

Sampa Bowl 2015
Campeão: Avaré Scorpions 22
Vice Campeão: Mogi Desbravadores 12

Metropolis Bowl 2015
Campeão: Mogi Desbravadores 26
Vice Campeão: São José Jets 24

Caipira Bowl 2015
Campeão: Avaré Scorpions 35
Vice Campeão: São Carlos Bulldogs 26

Sampa Bowl 2014
Campeão: Piracicaba Cane Cutters 22
Vice Campeão: Lusa Rhynos 20

Metropolis Bowl 2014
Campeão: Lusa Rhynos 34
Vice Campeão: São José Jets 14

Caipira Bowl 2014
Campeão: Piracicaba Cane Cutters 25
Vice Campeão: Taubaté Big Donkeys 16

2013 -  Campeão - Piracicaba Cane Cutters
Vice Campeão - Cronos Football
2012 -  Campeão - Old Scholl
Vice Campeão - Piracicaba Cane Cutters
2011 -  Campeão - Avaré Mustangs
Vice Campeão - Palmeiras Locomotives
2010 -  Campeão - Palmeiras Locomotives
Vice Campeão - Guarulhos Rhynos
2009 -  Campeão - São Paulo Spartans
Vice Campeão - Avaré Gladiators
2008 -  Campeão - Silver Bullets
Vice Campeão - São Paulo Spartans
2007 -  Campeão - Sorocaba Vipers
Vice Campeão - Locomotives Metropolitan
2006 -  Campeão - Locomotives Metropolitan
Vice Campeão - Diadema Steamrollers
2005 -  Campeão - SP Sharks
2004 -  Campeão - Brasil Devilz
2003 -  Campeão - SP Sharks

### Torneio Integração
SP Phoenix 1 vez - 2010
 Guarulhos Rhynos 1 vez - 2009
 Avaré Black Horse  1 vez - 2008
 Sorocaba Vipers 1 vez - 2007